# Сильвия (королева Швеции)
Короле́ва Си́львия (швед. Silvia, Sveriges Drottning), урождённая Си́львия Рена́та Зоммерла́т (нем. Silvia Renate Sommerlath, род. 23 декабря 1943, Гейдельберг) — королева Швеции, жена короля Швеции Карла XVI Густава.

## Биография
Сильвия Рената Зоммерлат родилась 23 декабря 1943 года в немецком городе Гейдельберг. Она является дочерью немецкого бизнесмена Вальтера Зоммерлата (1901—1990) и его супруги Алисы Соарес де Толедо (1906—1997), бразильянки по национальности. Сильвия стала младшим ребёнком в семье после Ральфа (род. 1929), Вальтера Людвига (1934-2020) и Ханса Йорга (1941—2006). Семья проживала в Сан-Паулу в 1947—1957 годах. Там Сильвия посещала немецкую школу Висконде де Перту-Сегуру, а её отец занимал в это время различные высокие должности, например, был президентом бразильского филиала шведской фирмы Uddeholms AB. В 1957 году семья вернулась в Германию. 
Перед браком с королём Швеции Сильвия работала в аргентинском консульстве в Мюнхене. После того, как семья Зоммерлатов вернулась из Бразилии в Германию, Сильвия поступила учиться в Мюнхенский институт переводчиков, и в 1969 году окончила его как переводчица с испанского. В 1971 году она была назначена старшим гидом-переводчиком при оргкомитете летних Олимпийских игр 1972 года в Мюнхене. Непродолжительное время работала стюардессой. Она владеет немецким, португальским, французским, испанским и английским, а после заключения брака выучила шведский язык. Сильвия также владеет шведским языком жестов, который используется для общения с глухими людьми.
Во время этих Олимпийских игр Сильвия и познакомилась с Карлом Густавом, в то время ещё наследником шведского трона. Их помолвка состоялась 12 марта 1976 года, а 19 июня того же года в кафедральном соборе Стокгольма состоялась свадебная церемония. Принадлежит к Лютеранской церкви Швеции, как и Карл XVI Густав.
Королева Швеции активно работает в области помощи инвалидам, она — председатель Свадебного Королевского фонда, средства которого идут на исследования, помогающие спортсменам-инвалидам. Возглавляет Международный детский фонд (англ. World Childhood Foundation).

## Дети
- кронпринцесса Виктория Ингрид Алиса Дезире, герцогиня Вестерготландская (род. 14 июля 1977) — наследная принцесса Швеции с 1980 года; замужем с 2010 года за Улофом Даниэлем Вестлингом, имеют дочь и сына;
- принц Карл Филипп Эдмунд Бертиль, герцог Вермландский (род. 13 мая 1979) — наследный принц Швеции в 1979 году; с 2015 года женат на Софии Кристине Хелльквист, имеют трех сыновей и дочь;
- принцесса Мадлен Тереза Амелия Юсефина, герцогиня Гельсингландская и Гестрикландская (род. 10 июня 1982) — в 2013 году вышла замуж за бизнесмена Кристофера О’Нилла, имеют двух дочерей и сына.

## Награды
- Австрия: Большая звезда Почёта За заслуги перед Австрийской Республикой (1979)[5][6]
- Аргентина: Большой крест ордена Освободителя Сан-Мартина
- Бельгия: Большой крест ордена Леопольда I (1977)[7]
- Бразилия: Большой крест ордена Южного Креста[8]
- Болгария: Орден Стара Планина с лентой[9]
- Болгария: Орден Розы I степени (08.11.2000)[10]
- Бруней: Орден Королевской семьи Брунея 1 класса
- Дания: Орден Слона (3.9.1985)[11]
- Эстония: Большой крест на цепи ордена Креста земли Марии (11.09.1995)[12]
- Эстония: Большой крест ордена Белой звезды (18.01.2011)[13][14][15]
- Финляндия: Большой крест на цепи ордена Белой розы[16]
- Франция: Большой крест ордена Почётного легиона[17]
- Франция: Большой крест ордена «За заслуги»
- Германия: Большой крест 1 степени ордена «За заслуги перед Федеративной Республикой Германия»[18]
- Германия: Орден Заслуг земли Баден-Вюртемберг
- Германия: Баварский орден «За заслуги»
- Греция: Большой крест ордена Почёта (21.05.2008)[19]
- Исландия: Большой крест ордена Сокола (26.10.1981)[20][21]
- Венгрия: Большой крест ордена Заслуг
- Италия: Большой крест ордена «За заслуги перед Итальянской Республикой» (08.04.1991)[22]
- Япония: Орден Драгоценной короны 1-й степени[23]
- Иордания: Большая звезда ордена Возрождения (1989)[24]
- Латвия: Большой крест ордена Трёх звёзд (1995)[25]
- Латвия: Крест Признания 1 класса (24.03.2014)[26]
- Литва: Большой крест ордена Витаутаса Великого (21.11.1995)[27]
- Литва: Большой крест ордена «За заслуги перед Литвой» (05.10.2015)[28]
- Люксембург: Орден Золотого льва Нассау (04.2008)[29][30][31]
- Малайзия: Орден Короны Королевства[32]
- Нидерланды: Большой крест ордена Нидерландского льва[33]
- Норвегия: Большой крест ордена Святого Олафа[34]
- Польша: Орден Белого орла
- Португалия: Большой крест ордена Христа (1987)[35]
- Португалия: Большой крест ордена Инфанта дона Энрики (2008)[36]
- Румыния: Большой крест ордена Звезды Румынии (2008)[37][38]
- Испания: Большой крест ордена Карлоса III (16.11.2021)[39]
- Испания: Большой крест ордена Изабеллы Католички (15.10.1979)[40][41]
- Таиланд: Орден Чула Чом Клао 1 класса[42]
- Украина: Орден князя Ярослава Мудрого I ст. (22 марта 1999 года)[43]
- Украина: Орден «За заслуги» I ст. (29 сентября 2008 года)[44]
- Тунис: Дама Большой ленты ордена Заслуг (2015)
- Норвегия: Памятная медаль Серебряного юбилея короля Харальда V (17 января 2016)
- Чили: Большой крест ордена Бернардо О’Хиггинса (май 2016)
- Словения: Орден «За исключительные заслуги» (2011)
- Хорватия: Орден Королевы Елены (2013)[45]
- Республика Корея: Орден «За дипломатические заслуги» 1 класса
- Мексика: Большой крест ордена Ацтекского орла
- Ватикан: Медаль «Pro Benemerenti»
- Польша: Орден Улыбки
- Золотая медаль Высшего совета по научным исследованиям (1989)